# Childersburg, Alabama
Childersburg là một thành phố thuộc quận Talladega, tiểu bang Alabama, Hoa Kỳ. Dân số năm 2009 là 4935 người, mật độ đạt 154 người/km².